# 雅娜賽馬公司
雅娜賽馬公司，全名為「雅娜賽馬休閒企業集團」（英語：Arena Racing Company），在2012年，由雅娜休閒和北方賽馬公司，於英國倫敦（總部）合併成私營賽馬休閒企業公司。
董事長為邁克爾．霍華德勛爵，現時為雷本企業集團持有。
現時在英國賽馬內，擁有15個馬場和運作當中，已佔了39%固定收入。除此之外，還經營酒店住宿設備，包括伍爾弗漢普頓馬場、靈格弗爾德公園馬場、以及靈格弗爾德高爾夫球場。而終止運作是克里福馬場和福克依斯通馬場。